# إف. ر. وايت
إف. ر. وايت (بالإنجليزية: F. R. White)‏ هو مدير فني أمريكي، ولد في 4 ديسمبر 1899 في South Norfolk, Virginia ‏ في الولايات المتحدة، وتوفي في 15 أبريل 1969 في نيوبورت نيوز في الولايات المتحدة.